# Subespacios fundamentales de una matriz
Sea {\displaystyle A\in {\mathcal {M}}_{m\times n}(K)}, {\displaystyle K} un cuerpo, una matriz con coeficientes {\displaystyle a_{ij}\in K}. Se define el espacio columna, el espacio fila y el espacio nulo de {\displaystyle A}, respectivamente, como
1. {\displaystyle \operatorname {Col} (A):=\langle (a_{11},\ldots ,a_{m1}),\ldots ,(a_{1n},\ldots ,a_{mn})\rangle \subseteq K^{m}};
2. {\displaystyle \operatorname {Fil} (A):=\langle (a_{11},\ldots ,a_{1n}),\ldots ,(a_{m1},\ldots ,a_{mn})\rangle \subseteq K^{n}};
3. {\displaystyle \operatorname {Nul} (A):=\{x\in K^{n}:Ax=0\}};

donde {\displaystyle 0} denota el vector nulo del espacio vectorial {\displaystyle K^{m}}. 

## Ejemplos
1. Sea {\displaystyle A:={\begin{pmatrix}-1&1&0\\1&1&-2\\-2&1&1\end{pmatrix}}}. Entonces:
{\displaystyle \operatorname {Col} (A)=\langle (-1,1,-2),(1,1,1),(0,-2,1)\rangle =\langle (-1,1,-2),(1,1,1)\rangle };
{\displaystyle \operatorname {Fil} (A)=\langle (-1,1,0),(1,1,-2),(-2,1,1)\rangle =\langle (-1,1,0),(1,1,-2)\rangle };
{\displaystyle \operatorname {Nul} (A)=\langle (1,1,1)\rangle }.
La matriz no tiene por qué ser cuadrada; veamos otro ejemplo:
2. Sea {\displaystyle B:={\begin{pmatrix}-1&2\\3&-6\\-2&4\end{pmatrix}}}. Entonces:
{\displaystyle \operatorname {Col} (B)=\langle (-1,3,-2),(2,-6,4)\rangle =\langle (-1,3,-2)\rangle };
{\displaystyle \operatorname {Fil} (B)=\langle (-1,2),(3,-6),(-2,4)\rangle =\langle (-1,2)\rangle };
{\displaystyle \operatorname {Nul} (B)=\langle (2,1)\rangle }.

## Propiedades
Para las relaciones de ortogonalidades entre conjuntos, siempre se considera el producto escalar estándar de {\displaystyle K^{m}} o {\displaystyle K^{n}}:
- {\displaystyle \operatorname {Col} (A^{T})=\operatorname {Fil} (A)}

- {\displaystyle \operatorname {Fil} (A^{T})=\operatorname {Col} (A)}

- {\displaystyle \operatorname {Nul} (A)\perp \operatorname {Fil} (A)}

- {\displaystyle \operatorname {Col} (A)\perp \operatorname {Nul} (A^{T})}

- {\displaystyle \dim(\operatorname {Col} (A))=\dim(\operatorname {Col} (A^{T}))=\operatorname {rg} (A)=\operatorname {rg} (A^{T})}.

- Si {\displaystyle A=(a_{ij})\in {\mathcal {M}}_{n\times n}(K)} y además las columnas de {\displaystyle A}, {\displaystyle \{(a_{11},\ldots ,a_{n1}),\ldots ,(a_{1n},\ldots ,a_{nn})\}}, forman un conjunto linealmente independiente de {\displaystyle K^{n}}, entonces {\displaystyle \det(A)\neq 0}, o sea, la matriz es invertible.

- Si {\displaystyle A=(a_{ij})\in {\mathcal {M}}_{n\times n}(K)} y además {\displaystyle \operatorname {Nul} (A)\neq \{0\}}, entonces {\displaystyle \det(A)=0}, o sea, la matriz no es invertible.

- {\displaystyle \dim(\operatorname {Col} (A))+\dim(\operatorname {Nul} (A))=n}.

- Sean {\displaystyle A\in {\mathcal {M}}_{n\times m}(K)} y {\displaystyle B\in {\mathcal {M}}_{p\times n}(K)}. Si {\displaystyle x\in \operatorname {Col} (BA)}, entonces existe {\displaystyle y\in K^{m}} tal que {\displaystyle BAy=x}. Si tomamos {\displaystyle w=Ay}, entonces {\displaystyle Bw=x}, así que {\displaystyle x\in \operatorname {Col} (B)}. Por lo tanto, {\displaystyle \operatorname {Col} (BA)\subseteq \operatorname {Col} (B)}. Además {\displaystyle \operatorname {Col} (BA)=\operatorname {Col} (B)} si y solo si {\displaystyle \operatorname {rg} (A)=n}.

- Sean {\displaystyle A\in {\mathcal {M}}_{n\times m}(K)} y {\displaystyle B\in {\mathcal {M}}_{p\times n}(K)} —en particular, {\displaystyle BA\in {\mathcal {M}}_{p\times m}(K)}—. Entonces si {\displaystyle Ax=0}, también se tiene que {\displaystyle BAx=0}. Así, {\displaystyle \operatorname {Nul} (A)\subseteq \operatorname {Nul} (BA)}, y ocurre que {\displaystyle \operatorname {Nul} (A)=\operatorname {Nul} (BA)} si y solo si {\displaystyle \operatorname {rg} (B)=n}.

- Supongamos que {\displaystyle K=\mathbb {R} } y sea {\displaystyle A\in {\mathcal {M}}_{m\times n}(\mathbb {R} )}. Veamos que {\displaystyle \operatorname {Nul} (A)=\operatorname {Nul} (A^{T}A)}. Sea {\displaystyle x\in \operatorname {Nul} (A)}, entonces {\displaystyle Ax=0}, por lo que {\displaystyle A^{T}Ax=0}. Por otro lado, si {\displaystyle x\in \operatorname {Nul} (A^{T}A)}, tenemos que {\displaystyle A^{T}Ax=0}, por lo tanto {\displaystyle x^{T}A^{T}Ax=0}. Como {\displaystyle x^{T}A^{T}Ax=(Ax)^{T}Ax=\langle Ax,Ax\rangle }, donde {\displaystyle \langle \cdot ,\cdot \rangle } denota el producto escalar estándar de {\displaystyle \mathbb {R} ^{m}}, necesariamente {\displaystyle Ax=0}, luego, {\displaystyle x\in \operatorname {Nul} (A)}.